# 曹子棘
广宗殇公曹子棘（?—?），曹操的儿子，母亲是刘姬。早薨。太和五年（231年），曹睿追封叔叔曹子棘为广宗公，谥号殇，无后。

## 延伸阅读
[在维基数据编辑]
 《三國志·卷20》，出自陳壽《三國志》